# Liste des planètes mineures non numérotées découvertes en mars 2009
Pour un article plus général, voir Liste des planètes mineures non numérotées découvertes en 2009.
Pour un article plus général, voir Liste des planètes mineures.
Cet article dresse la liste des planètes mineures (astéroïdes, centaures, objets transneptuniens et assimilés) non numérotées découvertes en mars 2009 dans l'ordre de leur découverte.
Au 15 janvier 2025, 661 077 des 1 434 993 planètes mineures répertoriées par le Centre des planètes mineures ne sont pas encore numérotées, soit 46,07 %.

## Rappel concernant la désignation provisoire
La désignation provisoire indique l'ordre de découverte de ces objets. En effet, cette désignation est composée de l'année de découverte (par exemple 2009) suivie de la quinzaine (demi-mois) de découverte (p.e. A = 1-15 janvier) puis de l'ordre de découverte dans cette quinzaine. Cet ordre est indiqué par une lettre et éventuellement un chiffre comme suit : A pour la première découverte, B pour la deuxième, ..., Z pour la 25e (le I n'est pas utilisé pour éviter la confusion avec 1), A1 pour la 26e, B1 pour la 27e, etc. , Z1 pour la 50e, A2 pour la 51e, B2 pour la 52e, etc. L'ordre de la numérotation ne suit donc pas l'ordre alphanumérique. 2009 AA1 suit ainsi 2009 AZ et précède 2009 AB1.

## Liste

### Du1erau 15 mars 2009
- 2009 EA
- 2009 ED
- 2009 EE
- 2009 EL
- 2009 EP
- 2009 EQ
- 2009 ER
- 2009 ET
- 2009 EU
- 2009 EW
- 2009 EX
- 2009 EY
- 2009 EZ
- 2009 EA1
- 2009 EC1
- 2009 ED1
- 2009 EE1
- 2009 EF1
- 2009 EH1
- 2009 EJ1
- 2009 ET1
- 2009 EU1
- 2009 EC2
- 2009 EF2
- 2009 EG2
- 2009 EP2
- 2009 EQ2
- 2009 EV2
- 2009 EG3
- 2009 EH3
- 2009 EG4
- 2009 EB5
- 2009 EJ5
- 2009 EK5
- 2009 EU5
- 2009 EG6
- 2009 EJ6
- 2009 EK6
- 2009 EM6
- 2009 ET7
- 2009 ED8
- 2009 EA10
- 2009 EK10
- 2009 EH11
- 2009 EN11
- 2009 ET11
- 2009 EW11
- 2009 EE12
- 2009 EX12
- 2009 ER13
- 2009 EM14
- 2009 EQ16
- 2009 EB17
- 2009 ES17
- 2009 EU17
- 2009 EE18
- 2009 EK18
- 2009 EP18
- 2009 ES18
- 2009 EK23
- 2009 EY23
- 2009 ET24
- 2009 EC25
- 2009 ED25
- 2009 EX26
- 2009 EO27
- 2009 EW27
- 2009 ED29
- 2009 EP29
- 2009 EX29
- 2009 EE31
- 2009 EF32
- 2009 EL32
- 2009 EN32
- 2009 EO32
- 2009 EQ33
- 2009 ED34
- 2009 EH34
- 2009 EL34
- 2009 ES34
- 2009 EW34
- 2009 EA35
- 2009 EC35
- 2009 EG35
- 2009 EH35
- 2009 EJ35
- 2009 EK35
- 2009 EL35
- 2009 EN35
- 2009 ES35
- 2009 EB36
- 2009 EG36
- 2009 EL36
- 2009 EM36
- 2009 EQ36
- 2009 ER36
- 2009 ES36
- 2009 EU36
- 2009 EX36
- 2009 EM37
- 2009 EP37
- 2009 EQ37
- 2009 ES37
- 2009 ET37
- 2009 EU37
- 2009 EX37
- 2009 EZ37
- 2009 EC38
- 2009 EK38
- 2009 EL38
- 2009 EM38
- 2009 EN38
- 2009 EO38
- 2009 EB39
- 2009 EG39
- 2009 EH39
- 2009 EJ39
- 2009 EK39
- 2009 EL39
- 2009 EM39
- 2009 EQ39
- 2009 ES39
- 2009 ET39
- 2009 EV39
- 2009 EW39
- 2009 EX39
- 2009 EZ39
- 2009 EA40
- 2009 EB40
- 2009 EC40
- 2009 EE40
- 2009 EF40
- 2009 EG40
- 2009 EH40
- 2009 EP40
- 2009 EQ40
- 2009 ER40
- 2009 ES40
- 2009 EU40
- 2009 EV40
- 2009 EA41
- 2009 EB41
- 2009 EC41
- 2009 EF41
- 2009 EH41
- 2009 EL41
- 2009 EO41
- 2009 ES41
- 2009 EV41
- 2009 EY41
- 2009 EK42
- 2009 EM42
- 2009 EO42
- 2009 ER42
- 2009 ES42
- 2009 EU42
- 2009 EV42
- 2009 EW42
- 2009 EX42
- 2009 EZ42
- 2009 EB43
- 2009 ED43
- 2009 EE43
- 2009 EH43
- 2009 EL43
- 2009 EM43
- 2009 EN43
- 2009 EO43
- 2009 EQ43
- 2009 ER43
- 2009 ES43
- 2009 ET43
- 2009 EU43
- 2009 EV43
- 2009 EX43
- 2009 EZ43
- 2009 EA44
- 2009 EB44
- 2009 EC44
- 2009 ED44

### Du 16 au 31 mars 2009
- 2009 FA
- 2009 FE
- 2009 FF
- 2009 FG
- 2009 FH
- 2009 FJ
- 2009 FK
- 2009 FL
- 2009 FP
- 2009 FQ
- 2009 FR
- 2009 FS
- 2009 FJ1
- 2009 FT2
- 2009 FN4
- 2009 FS4
- 2009 FT4
- 2009 FU4
- 2009 FW4
- 2009 FX4
- 2009 FY4
- 2009 FZ4
- 2009 FA5
- 2009 FB5
- 2009 FF5
- 2009 FV5
- 2009 FU6
- 2009 FH7
- 2009 FS7
- 2009 FL8
- 2009 FP8
- 2009 FZ8
- 2009 FG9
- 2009 FP9
- 2009 FW9
- 2009 FE10
- 2009 FF10
- 2009 FG10
- 2009 FH10
- 2009 FP10
- 2009 FU10
- 2009 FW10
- 2009 FX10
- 2009 FY10
- 2009 FZ10
- 2009 FP11
- 2009 FQ11
- 2009 FT11
- 2009 FU11
- 2009 FB12
- 2009 FD12
- 2009 FM12
- 2009 FT12
- 2009 FC13
- 2009 FE13
- 2009 FF13
- 2009 FH13
- 2009 FK13
- 2009 FW13
- 2009 FK15
- 2009 FL16
- 2009 FW16
- 2009 FY16
- 2009 FH17
- 2009 FE19
- 2009 FH19
- 2009 FT19
- 2009 FU22
- 2009 FL23
- 2009 FS23
- 2009 FT23
- 2009 FU23
- 2009 FV23
- 2009 FW23
- 2009 FL25
- 2009 FW25
- 2009 FF26
- 2009 FK27
- 2009 FM28
- 2009 FN28
- 2009 FO28
- 2009 FP28
- 2009 FF29
- 2009 FP29
- 2009 FU29
- 2009 FY29
- 2009 FJ30
- 2009 FU30
- 2009 FN32
- 2009 FO32
- 2009 FP32
- 2009 FQ32
- 2009 FR32
- 2009 FS32
- 2009 FT32
- 2009 FZ32
- 2009 FR33
- 2009 FT33
- 2009 FC34
- 2009 FH34
- 2009 FN34
- 2009 FW35
- 2009 FE36
- 2009 FM36
- 2009 FW36
- 2009 FD37
- 2009 FK38
- 2009 FQ40
- 2009 FA42
- 2009 FC42
- 2009 FM42
- 2009 FN42
- 2009 FG43
- 2009 FF44
- 2009 FG44
- 2009 FH44
- 2009 FK44
- 2009 FZ46
- 2009 FA47
- 2009 FO48
- 2009 FN49
- 2009 FJ52
- 2009 FR52
- 2009 FZ52
- 2009 FD53
- 2009 FN53
- 2009 FO53
- 2009 FJ54
- 2009 FN54
- 2009 FO54
- 2009 FG57
- 2009 FP58
- 2009 FV58
- 2009 FA60
- 2009 FF60
- 2009 FL60
- 2009 FZ60
- 2009 FE61
- 2009 FD62
- 2009 FR62
- 2009 FL63
- 2009 FN63
- 2009 FF64
- 2009 FV64
- 2009 FK65
- 2009 FM66
- 2009 FT66
- 2009 FW66
- 2009 FE67
- 2009 FJ67
- 2009 FX67
- 2009 FB69
- 2009 FM69
- 2009 FY69
- 2009 FC70
- 2009 FS70
- 2009 FL73
- 2009 FT74
- 2009 FJ76
- 2009 FQ79
- 2009 FK80
- 2009 FL80
- 2009 FP80
- 2009 FS80
- 2009 FW80
- 2009 FZ80
- 2009 FF81
- 2009 FV82
- 2009 FR83
- 2009 FX83
- 2009 FB84
- 2009 FJ84
- 2009 FL84
- 2009 FO84
- 2009 FQ84
- 2009 FA85
- 2009 FC85
- 2009 FD85
- 2009 FF85
- 2009 FH85
- 2009 FK85
- 2009 FL85
- 2009 FM85
- 2009 FN85
- 2009 FP85
- 2009 FQ85
- 2009 FR85
- 2009 FS85
- 2009 FT85
- 2009 FU85
- 2009 FV85
- 2009 FW85
- 2009 FY85
- 2009 FZ85
- 2009 FA86
- 2009 FC86
- 2009 FF86
- 2009 FJ86
- 2009 FP86
- 2009 FW86
- 2009 FB87
- 2009 FG87
- 2009 FJ87
- 2009 FO87
- 2009 FQ87
- 2009 FR87
- 2009 FS87
- 2009 FU87
- 2009 FX87
- 2009 FA88
- 2009 FL88
- 2009 FN88
- 2009 FO88
- 2009 FR88
- 2009 FS88
- 2009 FT88
- 2009 FU88
- 2009 FW88
- 2009 FX88
- 2009 FB89
- 2009 FC89
- 2009 FU89
- 2009 FV89
- 2009 FW89
- 2009 FY89
- 2009 FD90
- 2009 FK90
- 2009 FM90
- 2009 FX90
- 2009 FY90
- 2009 FZ90
- 2009 FA91
- 2009 FB91
- 2009 FD91
- 2009 FH91
- 2009 FJ91
- 2009 FM91
- 2009 FP91
- 2009 FR91
- 2009 FV91
- 2009 FW91
- 2009 FA92
- 2009 FE92
- 2009 FG92
- 2009 FJ92
- 2009 FK92
- 2009 FO92
- 2009 FT92
- 2009 FU92
- 2009 FV92
- 2009 FW92
- 2009 FX92
- 2009 FZ92
- 2009 FA93
- 2009 FG93
- 2009 FK93
- 2009 FO93
- 2009 FQ93
- 2009 FT93
- 2009 FU93
- 2009 FV93
- 2009 FW93
- 2009 FX93
- 2009 FE94
- 2009 FM94
- 2009 FN94
- 2009 FS94
- 2009 FT94
- 2009 FW94
- 2009 FX94
- 2009 FY94
- 2009 FZ94
- 2009 FA95
- 2009 FB95
- 2009 FC95
- 2009 FE95
- 2009 FF95
- 2009 FG95
- 2009 FJ95
- 2009 FK95
- 2009 FL95
- 2009 FN95
- 2009 FP95
- 2009 FQ95
- 2009 FS95
- 2009 FT95
- 2009 FV95
- 2009 FW95
- 2009 FX95
- 2009 FY95
- 2009 FA96
- 2009 FB96
- 2009 FC96
- 2009 FD96
- 2009 FE96
- 2009 FH96
- 2009 FK96
- 2009 FL96
- 2009 FM96
- 2009 FN96
- 2009 FP96
- 2009 FQ96
- 2009 FR96
- 2009 FS96
- 2009 FT96
- 2009 FU96
- 2009 FV96
- 2009 FW96
- 2009 FX96
- 2009 FY96
- 2009 FZ96
- 2009 FA97
- 2009 FB97
- 2009 FC97
- 2009 FD97
- 2009 FE97
- 2009 FF97
- 2009 FG97
- 2009 FH97
- 2009 FJ97
- 2009 FL97
- 2009 FM97
- 2009 FN97
- 2009 FO97
- 2009 FP97
- 2009 FQ97
- 2009 FS97
- 2009 FT97
- 2009 FU97
- 2009 FW97
- 2009 FX97
- 2009 FZ97
- 2009 FA98
- 2009 FB98
- 2009 FC98
- 2009 FD98
- 2009 FE98
- 2009 FF98
- 2009 FH98
- 2009 FJ98
- 2009 FK98
- 2009 FL98
- 2009 FM98